# جائزة أذربيجان الكبرى 2019
جائزة أذربيجان الكبرى 2019 هو سباق فورمولا 1
أقيم بتاريخ 28 أبريل 2019 في حلبة مدينة باكو، أذربيجان، وكان السباق 4 من أصل 21 في بطولة العالم لسباقات الفورمولا واحد موسم 2019، وكان أول المنطلقين فالتيري بوتاس.
فاز بالمركز الأول  فالتيري بوتاس، وكان صاحب أسرع لفة شارل لوكلير بزمن قدرة 103.009 ثانية.